# 札幌八幡宮
札幌八幡宮（さっぽろはちまんぐう）は、北海道北広島市輪厚中央5丁目3番16号にある神社。
建立は1977年（昭和52年）。所在地は札幌市ではないが、かつて札幌市中央区にあった金刀比羅崇敬教会の流れを汲む。教派神道の中心的組織である神道大教に所属する。
神体となっている菅原道真像は珍しい立像で、1805年（文化2年）に北野天満宮から分霊された、北海道内最古の道真像といわれる。

## 祭神
八幡大神（はちまんおおかみ）
武運の神。
天満大神（てんまんおおかみ）
学問の神。菅原道真のこと。
秋葉大権現（あきばだいごんげん）
五穀豊穣の神。
梅の宮大神（うめのみやおおかみ）
安産の神。
金刀比羅大神（ことひらおおかみ）
商売の神。